# Pedro Lavirgen

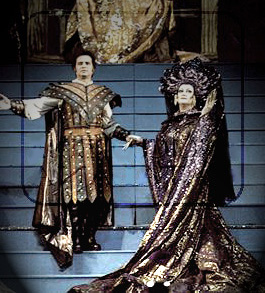
Montserrat Caballé și Pedro Lavirgen în rolurile lui Turandot și Calaf din opera Turandot de Giacomo Puccini.

Gil Pedro Lavirgen (n. 31 iulie 1930, Bujalance, Andaluzia, Spania – d. 2 aprilie 2023, Madrid, Spania) a fost un tenor spaniol.